# ليانغ جون
ليانغ جون (بالصينية: 梁軍) هي مبارزة بالسيف صينية، ولدت في 12 مارس 1969.

## وصلات خارجية
- ليانغ جون على موقع أوليمبيديا (الإنجليزية)